# NGC 1497
NGC 1497 è una vasta galassia lenticolare situata nella costellazione del Toro, a una distanza di circa 290 milioni di anni luce dalla nostra Via Lattea.

## Scoperta
La galassia è stata scoperta l'11 dicembre 1876 dall'astronomo francese Édouard Stephan.

## Descrizione
NGC 1497 presenta una larga riga a 21 cm dell'idrogeno neutro.

## Buco nero supermassiccio
Secondo uno studio del 2009 basato sulla velocità interna delle galassie, misurata dal Telescopio spaziale Hubble, la massa del buco nero supermassiccio situato al centro di NGC 1497 sarebbe compresa tra 30 e 71 milioni di {\displaystyle M_{\odot }}.